# Elisabeth Keers-Laseur

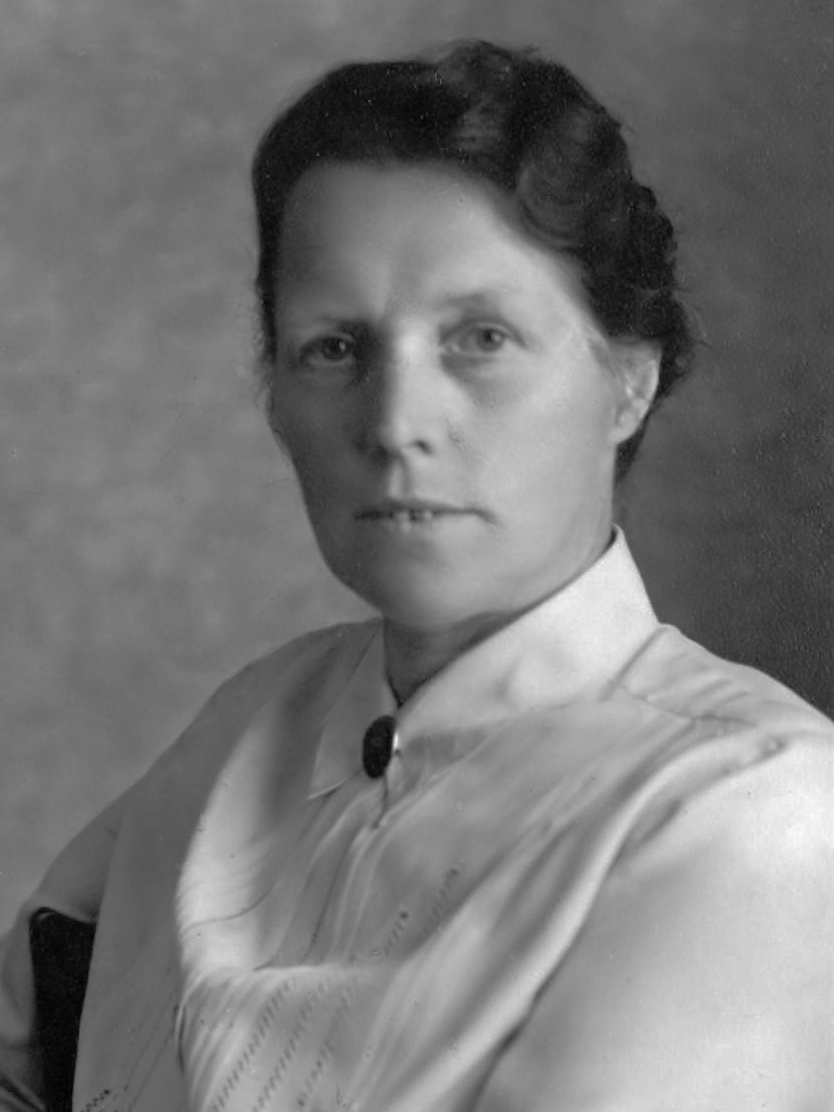
Elisabeth Keers-Laseur

Elisabeth „Bets“ Keers-Laseur (* 8. März 1890 in Utrecht; † 18. Dezember 1997 in Bloemendaal) war eine niederländische Nationalsozialistin, Mitglied der Nationaal-Socialistische Beweging (NSB) und nationale Leiterin der Nationaal-Socialistische Vrouwen Organisatie (NSVO).

## Werdegang
Elisabeth Laseur wurde als Tochter des Kaufmanns Adriaan Hermanus Laseur (1849–1922) und von Elisabeth Spijker (1853–1936) in Utrecht geboren. Sie wuchs als jüngstes von sechs Kindern in einer niederländisch-reformierten Familie auf. Sie besuchte die Middelbare school (weiterführende Schule), hatte jedoch keine weitere Ausbildung. Mit 26 Jahren heiratete sie am 1. Februar 1917 in Utrecht den Amsterdamer Kaufmann und Marinesoldaten Leendert Keers (1882-197?) Das Paar zog nach Den Helder, wahrscheinlich weil Leendert Keers dort auf einem Zerstörer stationiert war, Elisabeth Keers-Laseur war Hausfrau. 1920 zogen sie nach Rotterdam.

## Tätigkeit in der NSVO
Elisabeth Keers-Laseur und ihr Mann waren unter den ersten Mitgliedern der 1931 von Anton Mussert und Cornelis van Geelkerken gegründeten Nationaal-Socialistische Beweging (NSB). Sie gehörten zur Gruppe um Meinoud Rost van Tonningen, ein Zusammenschluss radikaler Nationalsozialisten. Ihr Mann hatte innerhalb der NSB den Rang eines „Zirkelführers“ (Kringleider), während sie zusammen mit Julia op ten Noort an der Gründung einer nationalsozialistischen Frauensektion arbeitete. Die 1938 gegründete Nationaal-Socialistische Vrouwen Organisatie (NSVO) mit lokalen Niederlassungen in Amsterdam, Rotterdam und Den Haag hatte die Aufgabe, „die nationalsozialistische Lebens- und Weltanschauung unter den niederländischen Frauen zu fördern und zu stärken“. Im Oktober 1939 wurde Elisabeth Keers-Laseur Bezirksleiterin der NSVO in Rotterdam, im Januar 1940 Landesführerin in Rotterdam, mit Julia op ten Noort als ihrer Stellvertreterin. Obwohl die Zahl der NSB-Mitglieder stark rückläufig war und sie bei den Wahlen zu den Provinciale Staten vom 19. April 1939 nur noch 3,89 % erreicht hatte, wurde Elisabeth Keers-Laseurs Engagement für die Bewegung immer fanatischer. Anfang Mai 1940 wurde sie in Den Haag interniert, aber unmittelbar nach dem Einmarsch der deutschen Wehrmacht in die Niederlande am 10. Mai 1940, der folgenden Besetzung des Landes und der Kapitulation der niederländischen Armee wieder freigelassen.
Elisabeth Keers-Laseur und Julia op ten Noort waren mit Meinoud Rost van Tonningen, der Mitte 1939 bereits einer der einflussreichsten Männer der NSB war, und seiner Frau Florentine Rost van Tonningen auch privat befreundet und fühlten sich ihnen ideologisch verbunden: In Abweichung von Anton Musserts offizieller Parteilinie glaubten sie an eine radikale Form des Nationalsozialismus nach dem Vorbild der deutschen NSDAP und befürworteten die Eingliederung der Niederlande in Deutschland. Anton Mussert versuchte, die NSVO seinen Vorstellungen anzupassen, aber Elisabeth Keers-Laseur und Julia op ten Noort organisierten aus eigener Initiative und gemäß ihrer eigenen Ideologie Kurse für Mädchen und formten die NSVO gemäß ihren antisemitischen Ansichten. Zudem sollte die nationalsozialistische Rassenlehre Frauen bei der Wahl ihres Ehemannes und ihrer zukünftigen Bestimmung als Mutter leiten. Im Februar 1941 entließ Mussert beide Frauen unter einem Vorwand. Nach ihrer Entlassung zog Elisabeth Keers-Laseur nach Wassenaar, blieb aber weiterhin in der NSB aktiv. Sie wurde Redaktionsmitglied des NSVO-Organs „De Nationaal-Socialistische Vrouw“ und bettete ihre ideologischen Ansichten gekonnt zwischen Rezepten, Strickmustern, Mode- und Haushaltstipps ein. Bis September 1944 arbeitete sie außerdem als Verteilerin und Werberin für die Parteizeitschrift Volk en Vaderland und als Sozialarbeiterin für Wohltätigkeitsorganisationen der NSB. Noch Anfang 1945 schrieb sie in einem Brief: „Unser Vertrauen in den Führer bleibt unerschütterlich und damit auch der endgültige Sieg. Sieg Heil!“ Als Wassenaar zum Sperrgebiet erklärt wurde, musste das Ehepaar sein Haus verlassen und zog zu Elisabeth Keers-Laseurs Schwester in die Ignatius Bispincklaan nach Bloemendaal. Am 9. Mai 1945 wurden sie verhaftet.

## Leben nach dem Krieg
Im November 1946 wurde Elisabeth Keers-Laseur vor dem Tribunal in Den Haag verurteilt. Bereits weniger als ein Jahr später kamen sie und ihr Mann frei und lebten wieder in Wassenaar. Nach dem Tod ihres Mannes in den 1970er Jahren zog Elisabeth Keers-Laseur nach Bloemendaal. Ab 1985 lebte sie dort im Pflegeheim „Wildhoef“. Sie glaubte zeitlebens an das nationalsozialistische Ideal und sorgte im Heim für Aufregung und Verärgerung, als sie erzählte, dass sie weiterhin an ihren NSB-Ansichten festhalte und Ende der 1980er Jahre die Existenz von Gaskammern in den Vernichtungslagern leugnete. Die Heimleitung versuchte vergeblich, sie aus dem Heim zu entfernen. Sie lebte zurückgezogen und wurde gemieden, ihr hundertster Geburtstag wurde nicht im Haus gefeiert und der Bürgermeister weigerte sich, sie zu besuchen.
Am 18. Dezember 1997 starb Elisabeth Keers-Laseur an Demenz erkrankt im Alter von 107 Jahren in Bloemendaal als damals älteste Einwohnerin der Provinz Noord-Holland und viertälteste Niederländerin. Briefe und Schriften von ihr werden im NIOD Instituut voor Oorlogs-, Holocaust- en Genocidestudies aufbewahrt. Im Buch 101 Vrouwen en de oorlog (dt.: 101 Frauen und der Krieg) der Historikerin und Schriftstellerin Els Kloek mit 101 Biografien von Frauen, die im Zweiten Weltkrieg im Kontext der niederländischen Geschichte eine Rolle spielten, ist ihr Leben in einem Kapitel beschrieben.